# ヴィハーラ・マハー・デーウィ公園
ヴィハーラ・マハー・デーウィ公園 (Viharamahadevi Park) はスリランカの西部州コロンボにある公園。
イギリス植民地時代にクイーンビクトリア公園 (Victoria Park) の名前で作られ、独立時に現在の名称に変更されている。この名前は紀元前のシンハラ王朝の女王であるヴィハーラマハーデーウィからとられたものである。